# Samvittighedens Stemme
Samvittighedens Stemme er en dansk stum dramafilm fra 1910 produceret af Nordisk Films Kompagni med Emanuel Larsen i hovedrollen. Filmens instruktør er ukendt.
Filmen havde dansk biografpremiere den 26. december 1910 i Panoptikon og blev i tysktalende lande distribueret som Die Stimme des Gewissen.

## Handling
Forvalter Pram er ansat af grosserer Møwe i dennes virksomhed, men Prams skumle og mørke ydre og voldsomme hidsighed, gør ham upopulær blandt Prams undergivne. Efter en episode, hvor Pram atter har ladet sin hidsighed gå ud over en arbejder, bliver han afskediget af grosserer Møwe. Pram er optændt af hævngerrighed og han konstruerer en bombe i form af et stykke legetøj, som han som hævn vil dræbe grossererens datter med. 
Han opsøger den lille datter og giver hende legetøjet, hvorefter han forlader grossererens villa. Men moderen ser det nye legetøj og fatter mistanke og smider det ud af vinduet lige inden det eksploderer. Mor og datter er uskadte. Pram hører eksplosionen på afstand og tror, at hans forehavende er lykkes. Han plages imidlertid af mindet om den lille piges uskyldige og tillidsfulde ansigt, da han gav hende legetøjet. Pram plages af syner om den lille pige og drives tæt på vanvid. Da mistanken hurtigt samler sig om Pram, bliver han anholdt, men i fængslet slår vanviddet ud i lus lue, og han bliver indlagt på hospitalet tæt på at vanviddet har bragt ham i døden. Lægen håber, at synet af den lille pige i live vil bringe Prams vanvid til ophør, og til sidst indser Pram, at pigen er uskadt. Pram drager et lettelsens suk, inden han udånder.

## Medvirkende
- Otto Lagoni, Grossereren
- Emanuel Larsen, Forvalter Pram
- Julie Henriksen, Fruen
- Holger Pedersen (Gissemand)
- Carl Schenstrøm
- Paul Welander
- Victor Fabian
- Einar Zangenberg
- Victor Neumann